# Tianzhou 6
Tianzhou 6 (chinesisch 天舟六号, Pinyin Tiānzhōu Liùhào) ist ein Versorgungsflug eines Tianzhou-Raumfrachters zur Chinesischen Raumstation. Das Raumschiff – ein neues Modell der Tianzhou-Serie – wurde am 10. Mai 2023 mit einer Trägerrakete vom Typ Langer Marsch 7 gestartet. Neben Versorgungsgütern und 700 kg Treibstoff für die chemischen Triebwerke der Station brachte es erstmals seit dem Start des Kernmoduls im April 2021 auch einen Satz Xenon-Flaschen für die vier Ionentriebwerke an dessen Heck mit.

## Missionsverlauf

### Start und Anflug
Bei dem Frachtraumschiff Tianzhou 6 handelt es sich um ein neues Modell, bei dem durch Versetzen der rückwärtigen Wand des Laderaums nach hinten das Frachtvolumen von 18,1 m3 auf 22,5 m3 und das maximal mögliche Frachtgewicht (Stückgut plus Treibstoff) von 6,9 t auf 7,4 t erhöht wurde. 
Da es für die neue Kleinserie, bei der relativ weitreichende Veränderungen vorgenommen wurden, keinen Prototypen gab – bei der Herstellung wurden alle Tests an dem für den Flug ins All bestimmten Exemplar durchgeführt – wurde diese Mission als riskant betrachtet und der Start am 7. Mai 2023 mit einer Großübung simuliert.
Der tatsächliche Start erfolgte 10. Mai um 13:22 Uhr UTC. Drei Minuten nach dem Abheben wurde die erste Stufe der zweistufigen Rakete abgetrennt, eine halbe Minute später die Nutzlastverkleidung abgeworfen. Zehn Minuten nach dem Abheben wurde der Zielorbit erreicht und das Raumschiff von der Trägerrakete abgetrennt.
Nun wurde die Bahnverfolgung vom Kosmodrom Wenchang an das Raumfahrtkontrollzentrum Peking übergeben.
Zwölfeinhalb Minuten nach Flugbeginn wurden schließlich die Solarmodule entfaltet.
All diese Vorgänge, ab 30 Minuten vor dem Start, erfolgten automatisch. Knapp acht Stunden später, um 21:16 Uhr UTC, dockte das Frachtraumschiff an der Heckschleuse des Kernmoduls Tianhe autonom an.

### Ladung
Tianzhou 6 führte in vier Tanks insgesamt 1,75 t Methylhydrazin (Treibstoff) und Distickstofftetroxid (Oxidator) mit. Davon waren nur 700 kg für die Betankung der Raumstation gedacht, der Rest war Eigenbedarf des Frachters.
Die regulären Bahnanhebungsmanöver der Chinesischen Raumstation erfolgen mit vier Hallantrieb-Ionentriebwerken von Typ HET-80 am Heck des Kernmoduls, die Xenon als Stützmasse verwenden. Diese Triebwerke arbeiten sehr treibstoffsparend – gut zwei Jahre nach dem Start des Kernmoduls Tianhe am 29. April 2021 brachte Tianzhou 6 nun erstmals einen Satz neue Gasflaschen mit Xenon zur Station. Das Xenon ist auf zwei Module mit zusammen 160 kg verteilt, die von den Raumfahrern zuerst in die Raumstation gebracht und dann mithilfe des mechanischen Arms von außen in den Maschinenraum am Heck des Kernmoduls eingesetzt wurden. Hierfür war kein Außenbordeinsatz nötig.

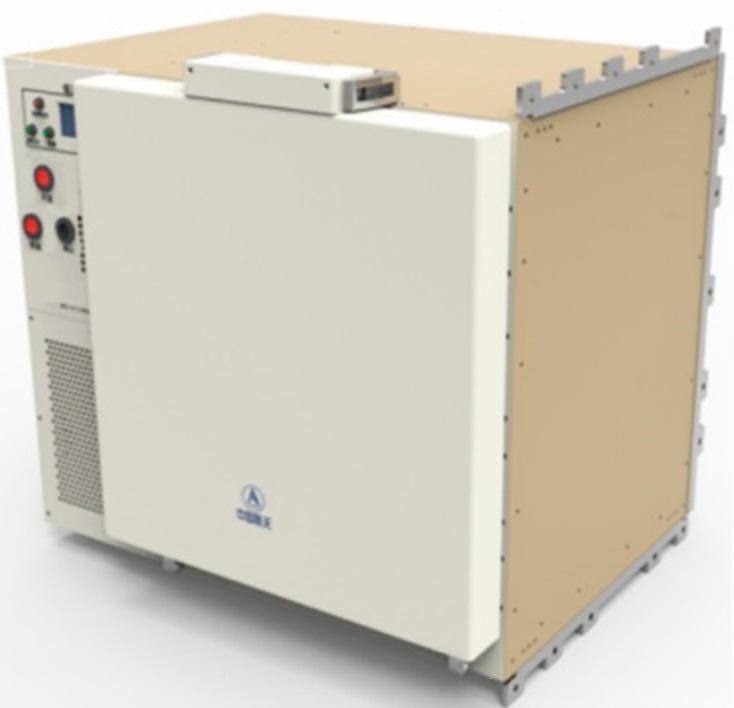
Kühlschrank des Frachters

Zusammen mit den Xenon-Flaschen brachte der Frachter insgesamt 5,1 t Stückgut ins All, insgesamt knapp 260 Pakete.
Neben 714 kg wissenschaftliche Nutzlasten mit den Verbrauchsmaterialien für 29 Experimente befanden sich darunter Kleidung, Fertiggerichte, Trinkwasser und vor allem 70 kg frisches Obst. Das war doppelt so viel wie bei Tianzhou 5 und sowohl für die Mannschaft von Shenzhou 15, die bis zum 3. Juni 2023 auf der Station blieb, als auch für Shenzhou 16 bestimmt. Beim Frachtersystem des bemannten Raumfahrtprogramms war man sich ursprünglich nicht sicher gewesen, wie lange Obst im Weltall frisch und verzehrfähig bleiben würde, und hatte daher bei den ersten Missionen zunächst etwas weniger zur Station gebracht. Dies war von den Raumfahrern bemängelt worden, und nach ermutigenden Erfahrungen mit der Kühlkette – der Frachter besitzt neben einem Gefrierschrank mit −20 °C bis +4 °C auch einen Obstkühlschrank mit 0 °C bis +4 °C – wurde die Obstmenge erhöht. Die Kühlschränke im Frachter besitzen zwei Türen: eine auf der Innenseite, durch die die Raumfahrer die Waren entnehmen, und eine auf der der Außenwand zugewandten Seite, über die der Kühlschrank kurz vor dem Start durch Luken in der Nutzlastverkleidung der Rakete und der Außenwand des Frachters bestückt wird.
Die bei dieser Gelegenheit ins All gebrachten Versorgungsgüter reichten für 280 Tage; die Äpfel waren zum Mondfest am 29. September 2023 noch einwandfrei erhalten.
Die Rückkehr der Besatzung von Shenzhou 16 hätte sich um bis zu drei Monate verzögern können, bevor die Nahrungsmittel knapp geworden wären.
Außerdem hatte Tianzhou 6, montiert in einer Abschussvorrichtung außen an dem konusförmigen Übergang vom Frachtmodul zum Servicemodul, den Cubesat Lianli (连理卫星) der Technischen Universität Dalian an Bord, der eigentlich bereits im November 2022 mit Tianzhou 5 ins All fliegen sollte.
An der gleichen Stelle ist ein experimentelles Lidar für Koppelmanöver montiert, das an sich ebenfalls bereits mit Tianzhou 5 ins All fliegen sollte, sowie ein Gerät zur Erforschung des Verhaltens von überkritischen Flüssigkeiten in der Schwerelosigkeit.
Am 12. Mai 2023 um kurz nach Mitternacht UTC, also bei Dienstbeginn um 08:00 Uhr Peking-Zeit, öffnete die Besatzung von Shenzhou 15 die Schleuse des Frachters und begann nach routinemäßiger Überprüfung der Luft auf Giftstoffe von einem eventuell beschädigten Treibstofftank mit dem Entladen. Priorität hatte dabei ein Baugruppeneinschub für den Biotechnologie-Laborschrank im Wissenschaftsmodul Wentian, in dem sich embryonalen Stammzellen befanden.
Diese Zellen sind sehr empfindlich und benötigen eine bestimmte Temperatur und einen bestimmten pH-Wert. Daher hatten sie die Wissenschaftler vom Zentrum für Projekte und Technologien zur Nutzung des Weltalls der Chinesischen Akademie der Wissenschaften erst einen Tag vor dem Start präpariert und in eine Nährlösung gegeben. Fünf Stunden vor dem Start platzierten Techniker von der Chinesischen Akademie für Weltraumtechnologie, der Herstellerfirma des Frachters, den Einschub dann, ähnlich wie das Obst, durch Luken in der Nutzlastverkleidung der Rakete und der Außenwand des Raumschiffs im Laderaum. Die Raumfahrer brachten die Baugruppe dann sofort zum Wissenschaftsmodul Wentian und montierten sie  im Laborschrank. Die Wissenschaftler um Cang Huaixing (仓怀兴) hofften, dass sie die Stammzellen zu Urkeimzellen und Hämatopoetischen Stammzellen weiterwachsen lassen könnten, um damit im Weltraum Blut herzustellen, eine wichtige Voraussetzung für bemannte Interplanetare Flüge.
Am Ende gelang es dann nur, die Urkeimzellen zu Ursamenzellen und Thekazellen heranwachsen zu lassen, also Reproduktionsmedizin.

### Lianli
Lianli, auch bekannt als „Dalian 1“ (大连一号), ist ein 20 kg schwerer, mit einer hochauflösenden Multispektralkamera ausgerüsteter 12U-Cubesat.
Er wurde ab 2019 von Wissenschaftlern und postgraduierten Studenten der Fakultät für Luft- und Raumfahrttechnik der Technischen Universität Dalian unter der Leitung von Dekan Xia Guangqing (夏广庆, * 1979) und Prodekan Yu Xiaozhou (于晓洲, * 1979) entwickelt und gebaut.
Der Name „Lianli“ leitet sich von Dalian Ligong Daxue, der chinesischen Bezeichnung der Universität, ab. Der dank eines neuartigen Treibstoffs für die Lageregelungstriebwerke rasch reagierende Satellit arbeitet mit dem OpenHarmony-Betriebssystem von Huawei und dient zur Erdbeobachtung; die Auflösung der Multispektralkamera ist besser als 1 m. Die Stromversorgung des Satelliten erfolgt über zwei ausklappbare Solarzellenflügel mit jeweils zwei Modulen an den Längsseiten des Gehäuses und einen Solarzellenflügel mit drei Modulen am Heck.
Bereits kurz nach dem Start soll Lianli sich bereits in einer Erdumlaufbahn befunden und begonnen haben, Daten zu senden. Mitte August 2023 wurde er dann angeblich von Tianzhou 6 ausgesetzt.
Nach dem Abdocken des Raumfrachters wurde er angeblich am 12. Januar 2024 von Tianzhou 6 ausgesetzt. Im Weltraum auffindbar war der Satellit jedoch erst in der Nacht vom 18. auf den 19. Januar, etwa einen halben Tag vor dem Wiedereintritt von Tianzhou 6 in die Erdatmosphäre.
Die Mitnahme auf dem Frachtraumschiff war nach Angaben der TU Dailain kostenlos, inklusive Stromversorgung während des Flugs, dafür musste aber aus Sicherheitsgründen bei Entwicklung, Bau und Transport des Satelliten jeder Schritt im Detail dokumentiert werden. Die diesbezüglichen Anforderungen waren um ein mehrfaches höher, als wenn Lianli als Nutzlast mit einer Rakete ins All geschickt worden wäre.